# Валдемар (Бранденбург)
Валдемар Велики, също Волдемар, (на немски: Waldemar von Brandenburg, der Große, Woldemar; * ок. 1280, † 14 август 1319, Бервалде) от род Аскани, е от 1308 до 1319 г. маркграф на Бранденбург, от 1302 г. сърегент, от 1318 до 1319 г. опекун на братовчед си Хайнрих II.

## Живот
Валдемар е син на маркграф Конрад I (1240 – 1304) от Бранденбург и на Констанция Великополска (1245/46 – 1281) от род Пясти, дъщеря на херцог Пшемисъл I (1220 – 1257) от Великополша и на Елжбета Вроцлавска (1232 – 1265). По бащина линия той е внук на маркграф Йохан I от Бранденбург (1213 – 1266) и на София Датска (1217 – 1247).
На 13 септември 1309 г. чрез договора в Солдин Валдемар се отказва от претенциите си за Херцогство Померелия с Данциг срещу плащането на 10 000 сребърни марки в полза на Тевтонския орден като си запазва първо териториите на замъците Столп и Шлаве, които през 1317 г. са дадени с Регенвалде на херцог Вартислав IV от Померания–Волгаст.
През 1312 г. Валдемар води война с маркграфа на Майсен, Фридрих Охапания, взема го пленен и го задължава с договора от Тангермюнде на 14 април 1312 г. През 1316 г. той завладява Дрезден, през 1319 г. купува Цюлихау и Швибус.
През 1309 г. Валдемар се жени за Агнес фон Бранденбург (1297 – 1334), дъщеря на маркграф Херман III († 1308) и на Анна фон Хабсбург (1280 – 1327), дъщеря на крал Албрехт I Хабсбургски. Бракът му остава бездетен.
Валдемар умира през 1319 г. и братовчед му Хайнрих II го последва. Вдовицата му Агнес се омъжва на 14 декември 1319 г. за херцог Ото I от Брауншвайг-Гьотинген (1292 – 1344). Хайнрих II умира след една година. Така през 1320 г. завършва управлението на Асканите като маркграфове на Бранденбург.
След 29 години през 1348 г. се появява фалшивият Валдемар († 1356), върнал се от поклонение до Йерусалим, който получава от Карл IV Маркграфството Бранденбург от 1348 до 1350 г.